# Canton de Cuers
Le canton de Cuers est une division administrative française située dans le département du Var et la région Provence-Alpes-Côte d'Azur.

## Géographie
Ce canton est organisé autour de Cuers dans l'arrondissement de Toulon. Son altitude varie de 45 m (Pierrefeu-du-Var) à 700 m (Cuers) pour une altitude moyenne de 149 m.

## Représentation

### Conseillers généraux de 1833 à 2015
| Période         | Période          | Identité                                        | Étiquette              | Qualité                                                                                                |
| --------------- | ---------------- | ----------------------------------------------- | ---------------------- | --- |
| 1833            | 1845             | Jean Louis Claude Hérente                       |                        | Propriétaire à Cuers                                                                                   |
| 1845            | 1848             | Aimé Joseph Denis Félicité Pessonneaux du Puget |                        | Ancien officier du génie Maire de Toulon (1860-1861), ancien conseiller d'arrondissement               |
| 1848            | 1852             | Pierre Jean Béguin                              |                        | Chirurgien de la marine en retraite Maire de Cuers                                                     |
| 1852            | 1861             | Aimé Joseph Denis Félicité Pessonneaux du Puget |                        | Ancien officier du génie Maire du Puget puis de Toulon (1860-1861)                                     |
| 1861            | 1870             | Etienne Hugues Rose                             |                        | Général de division en retraite à Sanary-sur-Mer                                                       |
| 1870            | 1870             | Pierre François Fortuné Latil                   |                        | Pharmacien à Cuers                                                                                     |
| 1870            | 1871             | Léon Casimir Blaise Ravel (1840-1901)           |                        | Docteur en médecine                                                                                    |
| 1871            | 1876 (démission) | Pierre Andrieu                                  |                        | Négociant - Maire de Cuers                                                                             |
| 1876            | 1876 (décès)     | Joseph Louis Bernard                            |                        | Docteur en médecine Maire de Cuers                                                                     |
| 1876            | 1877             | Emile Roubaud                                   |                        | Pharmacien à Vence                                                                                     |
| 1877            | 1883             | Auguste Théophile Martin                        | Républicain socialiste | Maire de Puget-Ville                                                                                   |
| 1883            | 1889             | Victor Auguste Jules Achille Grisolle           | Républicain            | Notaire à Cuers                                                                                        |
| 1889            | 1893 (décès)     | François Bernard                                | Républicain            | Docteur en médecine Maire de Cuers                                                                     |
| 1893            | 1901             | Alphonse Gastinel                               | Rad.                   | Notaire et Maire de Cuers                                                                              |
| 1901            | 1907             | Louis Aubin                                     | Rad.                   | Docteur en médecine à Cuers                                                                            |
| 1907            | 1931             | François Brun                                   | Rad.                   | Juge au Tribunal civil de Marseille Maire de Cuers (1901-1922)                                         |
| 1931            | 1937             | Eugène Prat-Flotte                              | SFIO                   | Médecin Maire de Cuers (1935-1941)                                                                     |
| 1937            | 1940             | Henri Turle (1890-1955)                         | SFIC                   | Propriétaire Maire de Carnoules (1929-1939), conseiller d'arrondissement                               |
| 1945            | 1951             | Marius Lovéra (1909-1980)                       | PCF                    | Maçon, Carnoules                                                                                       |
| 1951            | 1958 (décès)     | Raoul Reymonenq (1882-1958)                     | SFIO                   | Négociant et agriculteur - Maire de Cuers (1922-1935 et 1947-1958)                                     |
| 22 février 1959 | 1982             | Fernand Blacas (1912-1986)                      | SFIO puis PS           | Dessinateur d'études à la DCAN Maire de Cuers (1959-1977)                                              |
| 1982            | 2008             | Guy Guigou (1930-2008)                          | PCF                    | Ouvrier à l’Arsenal maritime Maire de Cuers (1985-1989 et 1995-2007)                                   |
| 2008            | 2015             | Véronique Baccino                               | UMP                    | Chef d'entreprise - Agriculture Adjointe au maire de Cuers Elue en 2015 dans le Canton de Solliès-Pont |

### Conseillers d'arrondissement (de 1833 à 1940)
| Période                                  | Période | Identité                                        | Étiquette                 | Qualité |
| ---------------------------------------- | ------- | ----------------------------------------------- | ------------------------- | --- |
| 1833                                     | 1842    | Louis Lautier (1777-1862)                       |                           | Aubergiste, maitre de poste à chevaux à Cuers                                                               |
| 1842                                     | 1843    | Pierre Joseph Jean Béguin (1790-1874)           |                           | Médecin de la marine en retraite, maire de Cuers                                                            |
| 1843                                     | 1845    | Aimé Joseph Denis Félicité Pessonneaux du Puget |                           | Propriétaire à Puget-Ville                                                                                  |
| 1845                                     | 1848    | Joseph André Toucas (1787-1863)                 |                           | Négociant à Toulon, propriétaire à Solliès-Toucas                                                           |
| 1848                                     | 1852    | Côme François Monier (1809-1877)                |                           | Avocat, maire de Pierrefeu                                                                                  |
| 1852                                     | 1870    | Henri Tropez Charles Meyrier                    |                           | Avocat, juge de paix, ancien notaire à Cuers                                                                |
| 1871                                     | 1875    | Guillaume Ravel                                 |                           | Propriétaire, maire de Pierrefeu                                                                            |
| 1875                                     | 1877    | Auguste Théophile Martin                        |                           | Propriétaire à Puget-Ville                                                                                  |
| 1877                                     | 1904    | Louis-Augustin Rolland                          | Républicain               | Propriétaire à Carnoules                                                                                    |
| 1904                                     | 1912    | Henri Guérin                                    | Radical anticollectiviste | Maire de Pierrefeu, Président du Conseil d'arrondissement                                                   |
| 1912                                     | 1934    | Auguste Roux (1858-1940)                        | SFIO                      | Propriétaire, maire de Pierrefeu, Président du Conseil d'arrondissement                                     |
| 1934                                     | 1937    | Henri Turle (1890-1955)                         | PC-SFIC                   | Agriculteur, maire de Carnoules                                                                             |
| 1937                                     | 1940    | Edmond Mercier (1870-1945)                      | SFIO                      | Médecin, maire de Pierrefeu                                                                                 |
| 1940                                     |         |                                                 |                           | Les conseils d'arrondissement ont été suspendus par la loi du 12 octobre 1940 et n'ont jamais été réactivés |
| Les données manquantes sont à compléter. |         |                                                 |                           | |

## Composition
Le canton de Cuers groupe  quatre communes et compte 22 836 habitants (recensement de 2010 population municipale).
| Nom               | Code Insee | Intercommunalité                 | Superficie (km2) | Population (dernière pop. légale) | Densité (hab./km2) |
| ----------------- | ---------- | -------------------------------- | ---------------- | --------------------------------- | ------------------ |
| Cuers (chef-lieu) | 83049      | CC Méditerranée Porte des Maures | 50,53            | 10 562 (2014)                     | 209                |
| Carnoules         | 83033      | CC Cœur du Var                   | 25,49            | 3 493 (2014)                      | 137                |
| Pierrefeu-du-Var  | 83091      | CC Méditerranée Porte des Maures | 58,36            | 6 089 (2014)                      | 104                |
| Puget-Ville       | 83100      | CC Cœur du Var                   | 36,83            | 4 118 (2014)                      | 112                |

Le canton de Cuers est un carrefour routier, à mi-chemin entre le cœur du Var, le pays Brignolais, l'agglomération toulonnaise et le golfe de Saint-Tropez. Composé de quatre communes, Cuers (10 000 habitants), Pierrefeu-du-Var (5 400 habitants), Puget-Ville (3 700 habitants) et Carnoules (3 200 habitants), le canton forme la partie nord de la vallée du Gapeau et la porte naturelle du massif des Maures et du Centre-Var. Enfin, la Barre de Cuers (705 mètres au Pilon Saint-Clément) est le premier contrefort du massif de la Sainte-Baume.
Banlieue nord-est de Toulon, à l'accroissement démographique rapide (16 000 habitants en 1999 ; 22 000 en 2009), gagnée progressivement par l'urbanisation galopante. Ce phénomène est dû au fait que le canton est desservi par l'autoroute A 57, par la voie ferrée (gares de Cuers-Pierrefeu, Puget-Ville et Carnoules), et par l'axe régional Manosque-Hyères (RD 12, 43 et 554).
À proximité de Solliès-Pont (6 km), Brignoles (30 km), Toulon (20 km), Hyères (25 km), Le Luc (30 km), Le Lavandou (45 km) et Saint-Tropez (60 km). Enfin, Collobrières, capitale des Maures et de la châtaigne, n'est située qu'a 20 km de Cuers, le chef-lieu du Canton.

## Démographie
| 1962   | 1968   | 1975   | 1982   | 1990   | 1999   | 2006   | 2010   |
| ------ | ------ | ------ | ------ | ------ | ------ | ------ | ------ |
| 11 505 | 12 262 | 12 529 | 14 430 | 15 950 | 18 196 | 21 160 | 22 836 |